# MACROD1
MACROD1 (англ. MACRO domain containing 1) – білок, який кодується однойменним геном, розташованим у людей на 11-й хромосомі. Довжина поліпептидного ланцюга білка становить 325 амінокислот, а молекулярна маса — 35 505.
| 10         |  | 20         |  | 30         |  | 40         |  | 50         |
| ---------- |  | ---------- |  | ---------- |  | ---------- |  | ---------- |
| MSLQSRLSGR |  | LAQLRAAGQL |  | LVPPRPRPGH |  | LAGATRTRSS |  | TCGPPAFLGV |
| FGRRARTSAG |  | VGAWGAAAVG |  | RTAGVRTWAP |  | LAMAAKVDLS |  | TSTDWKEAKS |
| FLKGLSDKQR |  | EEHYFCKDFV |  | RLKKIPTWKE |  | MAKGVAVKVE |  | EPRYKKDKQL |
| NEKISLLRSD |  | ITKLEVDAIV |  | NAANSSLLGG |  | GGVDGCIHRA |  | AGPLLTDECR |
| TLQSCKTGKA |  | KITGGYRLPA |  | KYVIHTVGPI |  | AYGEPSASQA |  | AELRSCYLSS |
| LDLLLEHRLR |  | SVAFPCISTG |  | VFGYPCEAAA |  | EIVLATLREW |  | LEQHKDKVDR |
| LIICVFLEKD |  | EDIYRSRLPH |  | YFPVA      |  |            |  |            |

A: Аланін

C: Цистеїн

D: Аспарагінова кислота

E: Глутамінова кислота

F: Фенілаланін

G: Гліцин

H: Гістидин

I: Ізолейцин

K: Лізин

L: Лейцин

M: Метіонін

N: Аспарагін

P: Пролін

Q: Глутамін

R: Аргінін

S: Серин

T: Треонін

V: Валін

W: Триптофан

Кодований геном білок за функцією належить до гідролаз. 
Задіяний у таких біологічних процесах, як пошкодження ДНК, ацетилювання. 
Локалізований у ядрі.